# Équipe cycliste Histor-Sigma
Histor-Sigma  est une ancienne équipe cycliste belge ayant existé de 1986 à 1991, sponsorisée par l'entreprise belge de peinture Sigma Coatings, à l'époque filiale de Petrofina et propriétaire des marques Histor puis Novémail. Le fabricant a ensuite sponsorisé d'autres équipes cyclistes jusqu'en 1994.

## Évolution du nom de l'équipe
- 1986-1987 Sigma
- 1988 Sigma - Fina
- 1989-1991  Histor - Sigma
- 1992 Collstrop - Garden Wood - Histor
- 1993-1994 Novemail - Histor

## Histoire de l'équipe
La formation naît en 1986, sous l'impulsion du coureur Willy Teirlinck, qui souhaite également être manager de l'équipe. L'année suivante, il fait venir son ancien leader, le Belge Lucien Van Impe, qui y termine sa carrière de coureur. Mais ce sont surtout les arrivées d’Etienne De Wilde et de Wilfried Peeters qui seront les plus marquantes pour l'équipe, lui apportant des victoires significatives.
En 1989, l'équipe recrute Luc Leblanc. Mais victime d'un virus, le Français ne court quasiment pas de l'année et s'en va finalement chez Castorama. 
En 1990, l'équipe embauche un ancien vainqueur du Tour de France, l'Irlandais Stephen Roche. Il termine 2ème de Paris-Nice aidé par une équipe en forme (3 victoires d'étape). Mais il rate son Tour de France, qu'il termine finalement à la 44ème place. Il ne reste qu'une saison. Cette même saison, Herman Frison offre une victoire de prestige à l'équipe en remportant Gand-Wevelgem.
En 1991, pour sa dernière saison, l'équipe remporte le Het Volk avec Andreas Kappes et Paris-Bruxelles avec le Danois Brian Holm, mais n'arrive que rarement à briller hors des frontières belges.
L'entreprise Sigma et sa marque Histor continuent néanmoins le sponsoring d'équipes cyclistes. Histor apparait ainsi sur les manches du maillot de l'équipe Collstrop-Garden Wood en 1992. Mais surtout, en 1993 et 1994, lorsque Peter Post cherche un sponsor titre pour son équipe cycliste, qui deviendra alors Novemail-Histor.

## Principaux coureurs
- Willy Teirlinck
- Wilfried Peeters
- Etienne De Wilde
- Paul Haghedooren
- Ludo Schurgers
- Bert Van Ende
- Danny Janssens
- Luc Leblanc
- Stephen Roche
- Andreas Kappes
- Benjamin Van Itterbeeck
- Herman Frison

## Principales victoires

### Classiques
- Gand-Wevelgem
  - 1990 Herman Frison

### Grand Tours

#### Tour de France
- 4 participations (1988, 1989, 1990, 1991)
- 2 étapes : Etienne De Wilde  (1989 et 1991)

### Autres courses
- 8 étapes sur le Paris-Nice (2 en 1988, 2 en 1989, 3 en 1990, 2 en 1991)
- 1 étape sur le Tour de Belgique (1 en 1990)
- 1 étape sur le Tour de Suisse (1 en 1990)
- 1 étape sur le Dauphiné libéré (1 en 1990)